# Biserka Vrbek
Biserka Vrbek (Zagreb, 17. lipnja 1959.), hrvatska športska streljačica. Natjecala se za Jugoslaviju.
Natjecala se na Olimpijskim igrama 1984. U disciplini MK puška 50 metara (3 x 20 hitaca) osvojila je 7. mjesto
Bila je svjetska prvakinja 1986. u ekipnoj konkurenciji u disciplini MK puška 50 metara (60 hitaca, ležeći). Na europskim prvenstvima je ekipno osvojila zlato (1993. kao reprezentativka Hrvatske u disciplini MK puška 50 metara; 60 hitaca, ležeći), srebro (1983. - MK puška 50 metara, 3 x 20 hitaca)i broncu (1982. - MK puška 50 metara) Na Mediteranskim igrama 1979. osvojila je srebrnu medalju u disciplini MK puška 50 metara (3 x 20 hitaca).
Bila je članica zagrebačkih Srđana Vranickog i Končara Zagreba 1786.